# 第三届联合国住房和城市可持续发展大会
第三届联合国住房和城市可持续发展大会（英語：United Nations Conference on Housing and Sustainable Urban Development），简称人居三，于2016年10月17-20日在厄瓜多尔基多举行。
联合国住房（人居）大会每20年召开一次（1976、1996和2016）。联合国大会在其第66/207号决议中决定召开人居三会议。人居三会议重振了全球对可持续城市化的承诺，并集中关注《新城市议程》的实施。
人居三会议是通过《2015年后发展议程》后的首批联合国全球峰会之一。它为讨论重要的城市挑战和问题提供了机会，例如如何规划和管理城市、鎮和乡村以实现可持续发展。这些问题的讨论对新的全球发展和气候变化目标的实施有着重要影响。会议特别阐述了可持续发展目标第11条：“促使城市与人类居住具包容、安全、韧性及永续性。”

## 背景
人居一即第一届联合国人类住区会议，于1976年5月31日至6月11日在加拿大不列颠哥伦比亚省溫哥華举行，各国政府开始意识到需要可持续的人类住区和快速城市化的后果，特别是在发展中世界。会议成果作为《温哥华人类住区宣言》公布，该宣言记载有一项行动计划，其中包含针对国家行动的64项建议。会议还设立了联合国人类住区中心（人居中心，今聯合國人居署）。
人居二即第二届联合国人类住区会议，于1996年6月3-14日在伊斯坦布尔召开。会议成果作为《伊斯坦布尔宣言》公布。世界各国领导人还通过了《人居议程》作为为所有人提供适当住房的全球行动计划，其中可持续人类住区的概念推动了城市化进程中地区的发展。

## 结构

### 秘书长
擔任人居三世秘书长的是琼·克洛斯。他于1997-2006年担任巴塞罗那市市长，2010-2018年担任聯合國人居署执行主任。

### 参加者
人居三世邀请了所有会员国和有关利益相关者，包括议员、公民社會組織、区域和地方政府及市政当局的代表、专业人员和研究人员、学术界、基金会、妇女和青年团体、工会和私营部门，以及联合国系统各组织和政府间组织。
会议共有约30,000人参加，会议在基多的厄瓜多尔文化之家举办。

### 路线图
人居三筹备委员会第一次会议（PrepCom1）于2014年9月17日至18日在联合国总部纽约举行。人居三筹备委员会第二次会议（PrepCom2）于2015年4月14日至16日在肯尼亚内罗毕举行。第三次会议（PrepCom3）于2016年7月25日至27日在泗水举行。

### 政策报告
人居三阶段进程包括拟订国家和地区报告（之后将汇集成一份全球报告），以提供有关《人居议程》实施情况的循证知识、对全球城市化状况和良好实践的全面分析，以及政策和干预层面的工具。
通过人居三秘书处协调的联合国系统合作活动，会议起草了22份相关主题的文件，即人居三议题文件（Habitat III Issue Papers）。
一些涉及广泛参与者的官方区域和专题高级别会议，就《新城市议程》和政策建议的优先事项进行辩论，并以最终与会者宣言的形式提出。区域和专题会议的最终宣言将视为对人居三进程的正式承诺。
由来自不同地理区域和选区的20名专家组成的政策组，共制定了10份相关主题的政策文件。

### 参与
对人居三的辩论是一个长期的过程，包括世界城市论坛的往届会议（特别是2014年在哥伦比亚麦德林举办的会议），以及国家城市论坛（National Urban Forums）讨论和审议国家重点主题（包括编制人居三国家报告）。除了政府通过大会（General Assembly）参与该过程外，参会方式还包括合作伙伴大会（General Assembly of Partners，GAP），作为非政府伙伴的广泛的审议平台，以便就共同的成果文件和人居三的其他有关事项达成共识。“共同迈向人居三”（Together Towards Habitat III ）运动推动了《全球公民调查》（Global Citizenship Survey，2015/16年），通过各种活动和倡议提高公众对《新城市议程》的认识、收集并采纳在通往会议最终成果的道路上的各种贡献。在人居三，全球基础设施巴塞尔基金会向广大公众介绍了SuRe®——可持续和韧性基础设施标准，这是一项将可持续性和韧性的关键标准纳入基础设施发展和升级的全球自愿性标准。

## 新城市议程
会议的主要目标和成果是联合国成员国就《新城市议程》（New Urban Agenda，NUA）达成协议，该协议作为未来20年城市发展的指南。
《新城市议程》的“零草案”于2016年5月发布，随后进行了编辑。联合国大会于2016年9月商定了最后定稿。
NUA多次提及了联合国相关协定，包括1992年通过的《里約環境與發展宣言》、《2030年可持续发展议程》、《城市与区域规划国际准则》、《仙台减轻灾难风险框架（2015-2030年）》，以及《巴黎協定》，这些文件均于2015年发布。
为实现新城市议程而设想的四种范式转变是：
1. 在适当层面，包括在地方和国家伙伴关系以及多利益攸关方伙伴关系中制定和执行城市政策，建立城市和人类住区综合体系，并促进各级政府之间的合作，促成其实现可持续综合城市发展；
2. 加强城市治理，建立健全的机构和机制，增强各类城市利益攸关方的权能，使其参与其中，并建立适当的制衡机制，使城市发展计划具有可预测性和协调一致性，以实现社会包容，促进持久、包容和可持续的经济增长，并促进环境保护。
3. 振兴长期综合城市和地域规划与设计，以优化城市形态的空间维度，使城市化发挥积极成效
4. 通过有效、创新和可持续的融资框架和工具提供支持，加强市政财政和地方财政系统，以包容的方式创造、维持和分享城市可持续发展所带来的价值。

### 城市规划
城市规划是实现《新城市议程》中大部分愿景的机制。特别是¶51指出：
我们承诺推动制定城市空间框架，包括城市规划和设计工具，通过适当的填充或有计划的城市扩展战略，支持自然资源与土地的可持续管理和使用、适当紧凑性和密度、多中心化以及混合用途，以触发规模经济和集聚经济的效应，加强食品系统规划，并提高资源效益、城市韧性和环境可持续性。
各方在¶66中认可了智慧城市模型：
我们承诺采用智能城市办法，利用数字化、清洁能源和技术以及创新交通技术所带来的机会，为居民作出更有益环境的选择和提振可持续经济增长提供备选方案，并使城市能够更好地提供服务。

### 城市权
新城市议程包含了有关“城市权”的用语，这是一个有争议的概念，指的是对城市过程的普遍控制，但对于当各方利益冲突时谁将主导却没有明确的含义。

### 融资方式
《新城市议程》呼吁同时采用公共和私人融资。公共资金可能来自城市化带来的经济收益，包括土地和财产价值以及基础设施项目。《新城市议程》还设想了发展基金和开发银行作为“城市融资金融中介”的作用。（NUA¶130–153）。

《新城市议程》设想了私人资金在房地产和住房中的作用；议程鼓励：
各种多边金融机构、区域开发银行和发展金融机构、合作机构、私营部门贷款机构和投资者、合作社、借贷机构和小额信贷银行参与投资各种形式的负担得起和渐进式的住房。（NUA¶140）